# Кан Чхоль
Кан Чхоль (кор. 강철; 2 ноября 1971, Сеул) — южнокорейский футболист, защитник.

## Карьера
Первым футбольным клубом в карьере Кан Чхоля был «Юкон Коккири», в котором он дебютировал в 1993 году. Вместе с клубом он выиграл Кубок Kорейской лиги в 1994 году. В 1996-1997 годах он служил в армии в «Санджу Санму». В 1998 году после армии он вернулся в «Юкон Коккири», сменивший название на «Пучхон Юкон». С «Пучхоном» он вновь выиграл Кубок К-лиги в 2000 году. Весной 2001 года он ненадолго выступал в Австрии за ЛАСК. Вернувшись в Корею, он стал игроком «Чоннам Дрэгонз», где и закончил свою карьеру в 2004 году.
В составе Южной Кореи до 20 лет он играл на молодёжном чемпионате мира 1991 года, проходившем в Португалии.
21 октября 1992 года он дебютировал в национальной сборной Южной Кореи в товарищеском матче против ОАЭ. За неё выступал с 1992 по 2001 год, сыграв 54 матча и забив один гол. Он был в составе олимпийской сборной Южной Кореи на Олимпийских играх в 1992 и 2000 годах.
Он играл на Кубке Азии в 1996 и 2000 годах, а также на Золотом кубке в 2000 году и Кубке конфедераций в 2001 году.
Завершив карьеру игрока, он стал работать тренером и в 2005 году возглавил «Чоннам Дрэгонз», с которым в 2006 году выиграл Кубок Южной Кореи.
В августе 2007 года был назначен тренером олимпийской сборной Южной Кореи. С которой проработал один год.
С 2008 по 2010 год был помощником главного тренера в «Пусан Ай Парк». С 2011 по 2015 год также был помощником главного тренера «Пхохан Стилерс».
В декабре 2015 года он был назначен техническим заместителем председателя Корейской футбольной ассоциации.
В 2020 году был исполняющим обязанности главного тренера клуба «Тэджон Ситизен».

## Достижения
- Обладатель Кубка Kорейской лиги (2): 1994, 2000
- Бронзовый призёр Кубка Азии: 2000
- Член символической сборной чемпионата Южной Кореи (2): 1999, 2000